# نويل سميث
نويل سميث (بالإنجليزية: Noel M. Smith)‏ (و. 1895 – 1955 م) هو مخرج أفلام، وكاتب سيناريو أمريكي، ولد في كاليفورنيا، توفي في لوس أنجلوس، عن عمر يناهز 60 عاماً.

## وصلات خارجية
- نويل سميث على موقع IMDb (الإنجليزية)
- نويل سميث على موقع تيرنر كلاسيك موفيز (الإنجليزية)
- نويل سميث على موقع أول موفي (الإنجليزية)
- نويل سميث على موقع قاعدة بيانات الأفلام السويدية (السويدية)
- نويل سميث على موقع قاعدة بيانات الفيلم (الإنجليزية)
- نويل سميث على موقع كينوبويسك (الروسية)